# Vuokatti

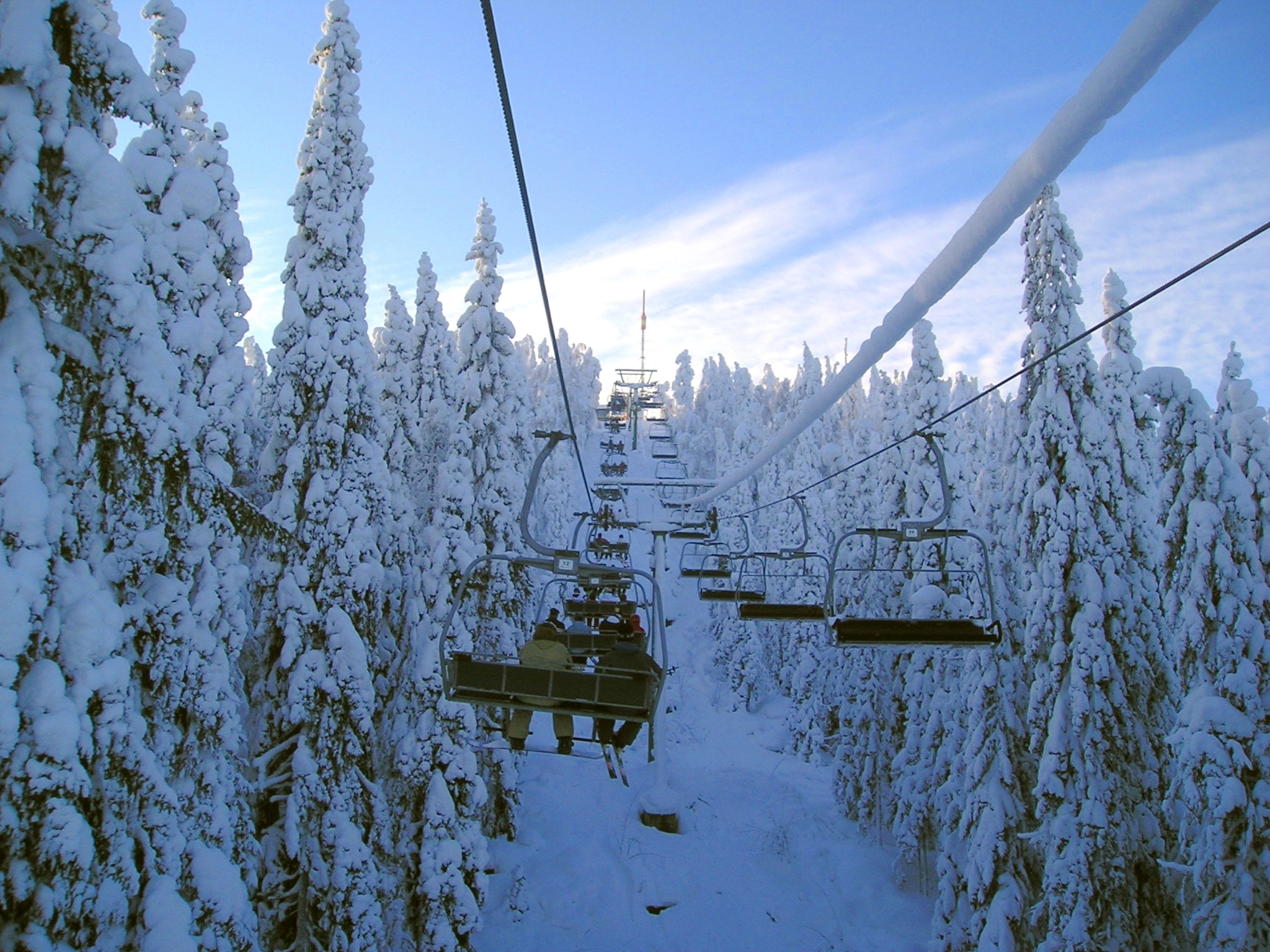
Wyciąg narciarski w Vuokatti

Vuokatti – miejscowość oraz ośrodek wypoczynkowy w gminie Sotkamo, w prowincji (fiń. läänit) Oulu w środkowej części Finlandii, ok. 100 km na północ od Kuopio i ok. 190 km na wschód od Oulu.
W Vuokatti znajduje się kompleks sportowy Vuokatti Sport, w którego skład wchodzą m.in. skocznie narciarskie K90 (Hyppyrimäki), K60 i K45, a także umieszczona w chłodzonym tunelu trasa do biegów narciarskich.